# پل معلق شیشه‌ای هیر
پل معلق شیشه‌ای هیر در شهر هیر در ۲۲ کیلومتری اردبیل در مسیر جاده سرچم قرار دارد. دره «دربند» هیر با حدود ۲۳۴ هکتار وسعت در یک کیلومتری این شهر واقع شده‌است و نهر همیشه پرآبی از میان این دره عبور می‌کند. این دره پوشیده از باغ‌های میوه است و به بهشت گردشگری هیر مشهورشده‌است. 
<این پل نخستین پل معلق شیشه ای قوسی شکل در جهان می‌باشد> در حال حاضر تمامی پل‌های شیشه ای موجود در جهان به صورت مسطح و ثابت ساخته شده‌اند. این پل دارای امکاناتی نظیر زیپ لاین، بگ جامپ و پرش از ارتفاع و شهر بازی کودکان است.

## مشخصات فنی
این پل معلق تمام شیشه‌ای هیر معروف به هیرلند به ارتفاع ۸۰ متر، طول ۲۱۰ متر و عرض ۱۲۰سانتی‌متر ساخته شده‌است.